# Радль, Антон
Антон Радль (нем. Anton Radl; 1774—1852) — немецкий художник и гравёр австрийского происхождения.

## Биография
Родился 15 апреля 1774 года в Вене в семье художника.
После ранней смерти своего отца, Антон зарабатывал на жизнь как помощник художника. Некоторое время обучался в Венской художественной академии. В 1790 году он отправился в Брюссель, где посещал занятия художника Кормера. В 1794 году Радль переехал во Франкфурт; здесь стал помощником гравёра Иоганна Престеля (нем. Johann Gottlieb Prestel). 
В 1800 году Антон Радль женился на дочери реставратора Розине Хохшлтиц (нем. Rosina Hochschlitz), которая тоже работала у Престеля. К этому времени Радль уже зарабатывал на жизнь как живописец и график. Одновременно давал частные уроки, среди его учеников были  Wilhelm Amandus Beer, Heinrich Rosenkranz и Christian Wagner. 
В 1817—1818 годах художник совершил поездку в Северную Германию, 1825 году побывал в городе в Шварцвальд. В 1830 годах посетил Швейцарию, путешествовал по Дунаю.
Умер 4 марта 1852 года в Франкфурте.

## Творчество
Помимо пейзажей, написанных во время путешествий по Среднему Рейну и Таунусу, создал много картин по мотивам Франкфурта-на-Майне; писал а городские и домашние темы. Работал маслом по холсту, дереву и картону, а также акварелью и гуашью.

Некоторые работы
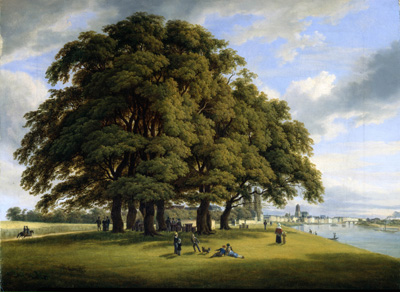
1830 год
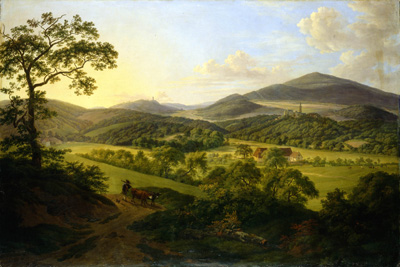
1823 год
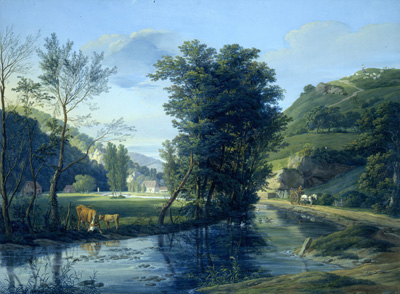
1809 год